# Kurapaty

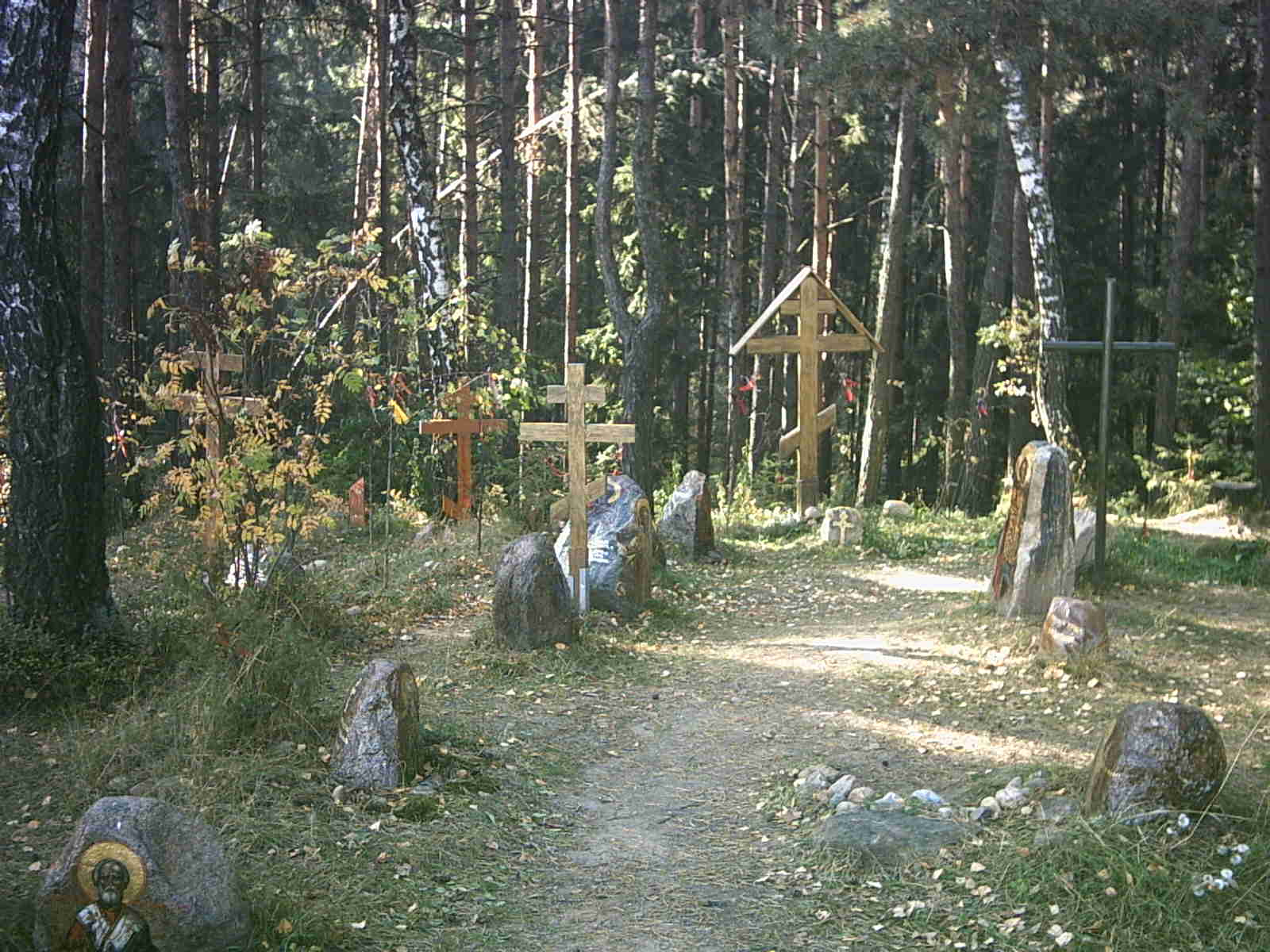
Sepulturas em meio à floresta, em Kurapaty.

Kurapaty (em bielorrusso:  Курапаты) é uma região coberta por florestas nos arredores de Minsk, na Bielorrússia, onde um grande número de pessoas foi executado pela polícia secreta da União Soviética, a NKVD.
O número exato de vítimas não é conhecido, pois os arquivos da NKVD na Bielorrússia ainda são sigilosos. De acordo com diversas fontes, o número de pessoas a ter morrido na localidade é estimado em: até 7.000 pessoas (de acordo com o procurador-geral da Bielorrússia), pelo menos 30.000 pessoas (de acordo com o procurador-geral da República Socialista Soviética Bielorrussa), até 100.000 pessoas (de acordo com livro de referência Belarus), de 102.000 a 250.000 pessoas (de acordo com um artigo de Zianon Pazniak no jornal Litaratura i mastactva), 250.000 pessoas (de acordo com o historiador e professor da Universidade de Wrocław, Zdzisław Julian Winnicki), ou mesmo um número ainda maior (de acordo com o historiador britânico Norman Davies).